# 铅烯
铅烯是一种由单层铅原子组成的材料。类似于石墨烯、硅烯、锗烯和锡烯，铅烯的制备过程也是在高真空和高温的条件下，在衬底上沉积一层铅原子。高质量的铅烯薄膜有着二维的蜂窝结构。

## 制备和结构
2019年4月，柚原淳司等人报道了在Pd(111)表面运用带偏析（segregation）方法的分子束外延技术沉积出单层厚度的原子层。扫描隧道显微镜证实了该原子层具有二维单层的标志性蜂窝结构。铅烯下形成的具有气泡结构的钯铅合金薄膜被认为类似于威尔—费伦结构。

## 物理性质
通过从头计算法已对铅烯的电学和光学特性进行过深入的研究。在理论上计算得到的帶隙为0.4 eV。